# Пяртнерс
Пяртнерс (множественное число англ. partners или англ. mast partner plate) — сквозное отверстие в корабельной палубе на деревянных парусных судах для закрепления мачт, а также для опоры бушприта.
Обычно, пяртнерс усиливают дополнительными палубными элементами судового набора — мачтовыми бимсами и мачтовыми карлингсами. Полученную таким образом раму часто подкрепляют полубимсами, а её внутренний объём заполняют деревянным материалом, образующим мачтовую подушку. Монтаж и закрепление мачты в пяртнерсе осуществляют при помощи специальных клиньев, а промежуток между подушкой и мачтой герметизируют брюканцем — парусиной, пропитанной смолой или олифой.